# Safiyya bint Huyayy
Ṣafiyya bint Ḥuyayy (in arabo صفية بنت حيي بن أخطب‎?; Yathrib, 610 circa – Medina, 670) è stata una moglie, di cultura ebraica, di Maometto.
Catturata alla tribù ebraica di Yathrib dei  Banū Naḍīr all'età di 17 anni, divenne una moglie del profeta islamico Maometto, ricevendo in seguito anch'ella il soprannome onorifico di Umm al-muʾminīn (Madre dei credenti).
Dopo la morte del marito, fu coinvolta progressivamente nella politica della prima Umma islamica, acquistando sempre maggior influenza e seguito fino alla sua morte.

## Gioventù
Ṣafiyya era nata a Yathrib da Ḥuyyay b. Akhṭab, il capo dei Banu Naḍīr. Sua madre, Barra bint Samaw'al, era invece dei Banu Qurayza. Secondo una fonte, fu sposa di Sallam ibn Mishkam, che più tardi divorziò da lei.
Quando i Banu Nadir furono espulsi da Medina nel 625, la sua famiglia si trasferì a Khaybar, un'oasi vicino a Medina. Suo padre e suo fratello si spostarono in seguito da Khaybar per unirsi ai pagani Meccani e ai beduini loro alleati per assediare Maometto nella cosiddetta Battaglia del Fossato. Quando i Meccani si ritirarono senza aver realizzato il loro intento, Maometto pose immediatamente l'assedio alle residenze (utum) dei Banu Qurayza.
Nel 627 o ai primi del 628, Safiyya sposò Kināna b. al-Rabīʿ, tesoriere dei Banu Naḍīr. All'epoca aveva circa 17 anni. Si dice che Ṣafiyya abbia informato Kināna di un sogno che aveva fatto, in cui la luna era caduta sulla Terra nel suo grembo. Il marito interpretò il sogno come un desiderio di sposare Maometto e la colpì sul volto, lasciandole un segno che era ancora visibile quando ella ebbe il suo primo contatto col Profeta.

## Conquista di Khaybar
Nel maggio 629, i musulmani piegarono la resistenza di varie tribù ebraiche (inclusi i Banu Nadir nella vittoriosa Conquista di Khaybar). Gli ebrei si arresero e fu loro consentito di rimanere su quelle terre, assoggettati alla cessione di metà del loro raccolto (essenzialmente di datteri). La terra divenne tuttavia proprietà dello Stato arabo-islamico. Questo accordo - sottolinea Stillman - non fu esteso ai Banu Nadir, cui non fu concesso alcunché.
Le donne israelite furono divise tra Maometto e i suoi seguaci e Ṣafiyya fu assegnata a Diḥya ibn Khalīfa, ma il Profeta la reclamo per sé, rimborsando Diḥya con due cugine di Ṣafiyya, o, secondo altre tradizioni, con sette capi animali o, in base a una fonte diversa, con sette altre donne.
Ṣafiyya si convertì in seguito all'Islam, diventando moglie di Maometto. La dote che ricevette fu il suo affrancamento. Tornando da Khaybar, i musulmani si accamparono in una località chiamata Sadd al-Rawha. In quel momento Ṣafiyya aveva avuto le sue mestruazioni e il matrimonio fu così consumato. Quindi Maometto offrì un banchetto nuziale (walīma), offrendo una pietanza (hays) realizzata con datteri e burro, tornando infine a Medina.
Ṣafiyya (come d'altronde tutte le altre mogli del Profeta, salvo Maryam al-Qibtiyya) non ebbe figli.
Malgrado la sua conversione, ella dovette affrontare i sospetti delle altre mogli di Maometto circa la sincerità della sua conversione, anche se il marito o ʿOmar ibn al-Khaṭṭāb ne affermarono vigorosamente la buona fede.
Riguardo a ciò, Maometto le disse: "Se chiacchierano ancora su di te, dì loro che tuo marito è Muḥammad, che tuo padre è Hārūn, che tuo zio è Mūsā. In ciò io sono superiore a voi".

## Retaggio
Nel 656, Ṣafiyya si schierò col califfo Uthman ibn Affan e ne prese le parti nel suo ultimo incontro/scontro con ʿAlī b. Abī Ṭālib, ʿĀʾisha bt. Abī Bakr e ʿAbd Allāh b. al-Zubayr. Durante il periodo in cui il terzo Califfo fu assediato nella sua residenza, Ṣafiyya effettuò un inutile tentativo di raggiungerlo per rifornirlo di cibo e acqua, tramite un'asse posta tra la dimora sua e quella califfale.
Ṣafiyya morì durante il califfato di Muʿāwiya e fu inumata nel Jannat al-Baqīʿ. Lasciò un'eredità di 100.000 dirham in beni immobili e mobili, un terzo dei quali fu destinato per sua volontà a suo nipote, figlio d'una sorella, rimasto fedele al Giudaismo. La sua abitazione a Medina fu acquistata da Muʿāwiya per 180.000 dirham.